# Thomas Cup

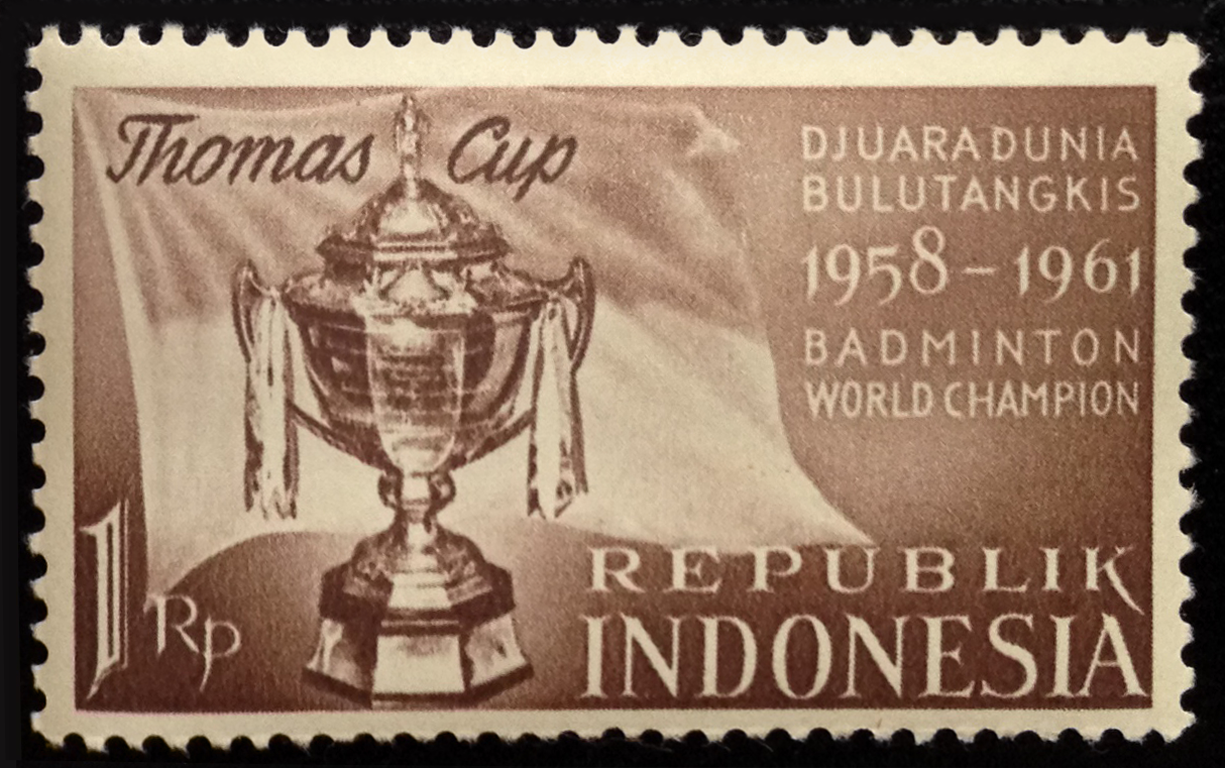
Thomas Cup auf einer indonesischen Briefmarke

Der Thomas Cup ist die Mannschaftsweltmeisterschaft im Badminton für Männer. Der offizielle Name ist „The International Badminton Championship Challenge Cup“. Der Thomas Cup gehört zu den weltweit fünf Turnieren der 7* Kategorie.

## Geschichte
Das Turnier wurde nach dem ersten IBF-Präsidenten Sir George Alan Thomas, der den Wettbewerb angeregt und den Pokal gestiftet hat, benannt. Der Pokal wurde 1939 gestiftet, der erste Thomas Cup fand 1948/49 statt. Bis heute wurde diese Veranstaltung von der ersten Austragung an bis 2014 immer von Nationen aus Asien gewonnen.
2016 gewann Dänemark.
Das Pendant für die Damen ist der Uber Cup. Seit 1984 werden diese beiden Veranstaltungen gemeinsam ausgetragen.

## Trophäe
Gefertigt wurde dieser dreiteilige Pokal 1939 in London von Atkin Bros of London. Er ist 71,12 cm hoch und ist, einschließlich der Handgriffe, 40,64 cm breit. Auf dem Deckel ist die Figur eines Spielers befestigt. Auf der Vorderseite von dem Kelch befindet sich folgende Inschrift: „The International Badminton Championship Cup presented to the International Badminton Federation by Sir George Thomas, Bart., 1939“. Auf der Rückseite des Kelches und auf dem Sockel werden die Namen der Siegerteams gedruckt.

## Modus
Bis 1982 wurde der Thomas Cup alle drei Jahre ausgetragen. Seitdem findet er alle zwei Jahre statt.
Bis 1984 wurden im Thomas Cup je Begegnung neun Spiele gespielt. Seit 1984 werden nur noch fünf Partien, und zwar drei Einzel und zwei Doppel, gespielt. Die Reihenfolge ist erstes Einzel, erstes Doppel, zweites Einzel, zweites Doppel und drittes Einzel.
Bis 2012 gab es regionale Qualifikationsturniere. Seitdem 12 Teams die Endrunde erreichen konnten, galt folgende Einteilung:
Asien stellt vier Teilnehmer, Europa drei, und Ozeanien, Amerika und Afrika je einen Teilnehmer. Die beiden noch fehlenden Plätze wurden automatisch dem Titelverteidiger und dem Gastgeber gegeben. 2014 wurden die Endrundenteilnehmer erstmals per Weltrangliste ermittelt. 
Die Finale wird wie folgt ausgetragen. Die zwölf Teams kommen in vier Gruppen, in denen jeder gegen jeden antreten muss. Die Gruppenersten kommen dann direkt in das Viertelfinale. Die Gegner der Gruppenersten werden aus weiteren Begegnungen der Gruppenzweiten und -dritten ermittelt. Danach geht es dann im K.-o.-System weiter mit Halbfinale und Finale. Bis in das Jahr 1998 wurden alle Spiele gespielt. Seit 2000 wird in der K.-o.-Runde der Finale nur noch gespielt, bis der Sieger feststeht.

## Austragungsorte und -jahre, Finalteilnehmer
| Jahr | Ort                            | Gewinner            | Finalist            |
| ---- | ------------------------------ | ------------------- | ------------------- |
| 1949 | Preston, England               | Föderation Malaya   | Dänemark            |
| 1952 | Singapur, Singapur             | Föderation Malaya   | Vereinigte Staaten  |
| 1955 | Singapur, Singapur             | Föderation Malaya   | Dänemark            |
| 1958 | Singapur, Singapur             | Indonesien          | Föderation Malaya   |
| 1961 | Jakarta, Indonesien            | Indonesien          | Thailand            |
| 1964 | Tokio, Japan                   | Indonesien          | Dänemark            |
| 1967 | Jakarta, Indonesien            | Malaysia            | Indonesien          |
| 1970 | Kuala Lumpur, Malaysia         | Indonesien          | Malaysia            |
| 1973 | Jakarta, Indonesien            | Indonesien          | Dänemark            |
| 1976 | Bangkok, Thailand              | Indonesien          | Malaysia            |
| 1979 | Jakarta, Indonesien            | Indonesien          | Dänemark            |
| 1982 | London, England                | Volksrepublik China | Indonesien          |
| 1984 | Kuala Lumpur, Malaysia         | Indonesien          | Volksrepublik China |
| 1986 | Jakarta, Indonesien            | Volksrepublik China | Indonesien          |
| 1988 | Kuala Lumpur, Malaysia         | Volksrepublik China | Malaysia            |
| 1990 | Tokio, Japan                   | Volksrepublik China | Malaysia            |
| 1992 | Kuala Lumpur, Malaysia         | Malaysia            | Indonesien          |
| 1994 | Jakarta, Indonesien            | Indonesien          | Malaysia            |
| 1996 | Hongkong, Hongkong             | Indonesien          | Dänemark            |
| 1998 | Hongkong, Hongkong             | Indonesien          | Malaysia            |
| 2000 | Kuala Lumpur, Malaysia         | Indonesien          | Volksrepublik China |
| 2002 | Guangzhou, Volksrepublik China | Indonesien          | Malaysia            |
| 2004 | Jakarta, Indonesien            | Volksrepublik China | Dänemark            |
| 2006 | Sendai und Tokio, Japan        | Volksrepublik China | Dänemark            |
| 2008 | Jakarta, Indonesien            | Volksrepublik China | Südkorea            |
| 2010 | Kuala Lumpur, Malaysia         | Volksrepublik China | Indonesien          |
| 2012 | Wuhan, Volksrepublik China     | Volksrepublik China | Südkorea            |
| 2014 | Neu-Delhi, Indien              | Japan               | Malaysia            |
| 2016 | Kunshan, Volksrepublik China   | Dänemark            | Indonesien          |
| 2018 | Bangkok, Thailand              | Volksrepublik China | Japan               |
| 2020 | Aarhus, Dänemark               | Indonesien          | Volksrepublik China |
| 2022 | Bangkok, Thailand              | Indien              | Indonesien          |
| 2024 | Chengdu, Volksrepublik China   | Volksrepublik China | Indonesien          |
| 2026 | Horsens, Dänemark              |                     |                     |